# Frans van de Casteele
Frans van de Casteele dopo il trasferimento a Roma noto come Francesco da Castello (Bruxelles, 1540 – Roma, 23 ottobre 1621) è stato un pittore e miniaturista fiammingo naturalizzato italiano, attivo a Roma.

## Biografia
I dettagli della sua vita sono stati documentati dall'artista-biografo contemporaneo Giovanni Baglione. Frans dipinse un'Assunzione della Vergine e Santi per la prima cappella di San Giacomo degli Spagnoli, a Roma, una Madonna coln Bambino, San Niccolò Vescovo e San Giuliano per la cappella di San Giuliano nella chiesa di San Rocco di Ripetta. Lavorò alla decorazione del palazzo di Ciriaco Mattei. Dipinee un "Martiri Turritani" per la Basilica di San Gavino a Porto Torres, in Sardegna. Fu anche un miniatore di manoscritti. Morì all'età di 80 anni.
Aveva due figli: uno, Pietro, studiò medicina e praticò a Palermo. L'altro, Michele Castello, (1588-28 ottobre 1636) fu principalmente un miniatore, ma completò alcune pale d'altare. 
Maddalena Corvina era la nipote di Casteele e fu sua allieva.